# Robert Hardy (giocatore di football americano)
Robert Emmitt Hardy (Tulsa, 3 luglio 1956) è un ex giocatore di football americano statunitense che ha giocato nel ruolo di defensive tackle nella National Football League (NFL). Fu scelto nel corso del decimo giro (267º assoluto) del Draft NFL 1979 dai Seattle Seahawks. Al college giocò a football alla Jackson State University.

## Carriera professionistica
Hardy fu scelto nel corso del decimo giro del Draft 1979 dai Seattle Seahawks. Nelle prime due stagioni in carriera non saltò una sola partita, mentre nelle ultime due disputò complessivamente 22 gare. Rimase coi Seahawks fino al 1982, anno dopo il quale si ritirò, terminando con 54 presenze da professionista.

## Vittorie e premi
Nessuno

## Statistiche
| Partite totali    | 54  |
| Sack              | 2,0 |
| Fumble recuperati | 3   |